# Іонічне узбережжя
Іонічне узбережжя Італії належить до регіону Калабрія, а також зачіпає інші південні береги країни, включаючи Сицилію, Базилікату та Апулію. Береговий рельєф тут досить порізаний і гори часто підступають впритул до моря. Ці місця мають давню історію, внаслідок чого тут знаходиться чимала кількість унікальних старовинних споруд , а природна краса краю ще в античні часи була оспівана великими поетами тієї епохи.

## Загальна характеристика
Іонічного узбережжя вирізняється різким переходом від пляжів з дрібним піском приємного білого відтінку до кам'янистих ділянок , що тягнуться уздовж величних скель , гордовито піднімаються над самою водою . Уздовж берегів можна побачити безліч середньовічних замків і древніх руїн ,котрі свідчать про зв'язок часів. Велика кількість екскурсійних маршрутів є візитівкою курортів Іонічного моря , чия інфраструктура більшою мірою заточена саме в цьому напрямку. Величезний інтерес у туристів також викликають романтичні прогулянки на яхтах , катерах і катамаранах вздовж мальовничих скель і ущелин , що вражають своїми формами і незвичайними рельєфами . Недалеко від курортів знаходяться чудові аквапарки , де із задоволенням проводять час і діти і дорослі . На відміну від решти Європи , в Росії та СНД частина туристичної Італії майже не затребувана і російськомовних мандрівників тут дуже мало.

## Клімат
На Іонічному узбережжі панує характерний для цих місць середземноморський клімат, але при цьому сонячних і жарких днів тут дещо більше, ніж на берегах Тірренського моря. Температура повітря в період з травня по вересень тут стабільно перевищує +25 градусів, і нерідко досягає позначки в +30. У гірських районах дещо холодніше, особливо взимку. Купальний сезон зазвичай починається в травні, а закінчується лише в жовтні.

## Історія
Споконвіку Іонічне узбережжя було важливим стратегічним об'єктом на географічній карті світу. Засновниками на цих берегах вважаються стародавні греки, хоча прийшли сюди незадовго до настання нашої ери, римляни, теж внесли істотний внесок у культурний спадок тутешніх земель. У ході часів, вони піддавалися набігам варварів і піратів, завоюванням сарацинів і впливу Візантії. Сучасні курорти були побудовані тут у XX столітті, з появою яких ознаменувалася нова епоха в житті іонічних берегів, уособлюють сьогодні незримий зв'язок між минулим і сьогоденням.